# Money (revista)
Money é uma marca e site de finanças pessoais de propriedade da Ad Practitioners LLC e anteriormente também uma revista mensal, publicada pela Time Inc. (1972-2018) e posteriormente pela Meredith Corporation (2018-2019). Seus artigos abrangem uma gama de tópicos sobre finanças pessoais, que variam de investimento, poupança, aposentadoria e impostos a questões de finanças familiares, como pagamento de faculdade, crédito, carreira e melhoria da casa. É bem conhecido por sua lista anual dos "Melhores Lugares Para Se Viver na América".
A partir de outubro de 2019, o site atrai 4 milhões de visitantes únicos a cada mês.

## História
A primeira edição da revista Money foi publicada em outubro de 1972 pela Time Inc.
A revista, juntamente com a Fortune, era parceira da rede de TV a cabo CNN no CNNMoney.com, um acordo feito após a descontinuação do canal de notícias de negócios da CNNfn em 2005. Em 2014, após a cisão da Time Inc. da Time Warner e da CNN, a Money lançou seu próprio site, Money.com.
A revista foi colocada à venda depois que a Meredith Corporation concluiu a aquisição da Time Inc. no início de 2018. Como não encontrou um comprador, a Meredith anunciou em abril de 2019 que cessaria a publicação impressa da Money, mas investiria no componente digital da marca, Money.com. A Money publicou sua última edição impressa em junho de 2019. Os cerca de 400.000 assinantes restantes da revista impressa foram transferidos para a revista Kiplinger's Personal Finance.
Em outubro de 2019, a Meredith Corporation vendeu a marca e o site Money para a Ad Practitioners LLC, uma empresa de mídia e publicidade com sede em Porto Rico que administra o site de revisão de produtos ConsumersAdvocate.org. Os termos do acordo não foram divulgados e, no momento do anúncio, não estava claro o que aconteceria com a equipe do site. A Ad Practitioners LLC não tem planos de relançar uma versão impressa do Money.